# St. Anna (Köthen)

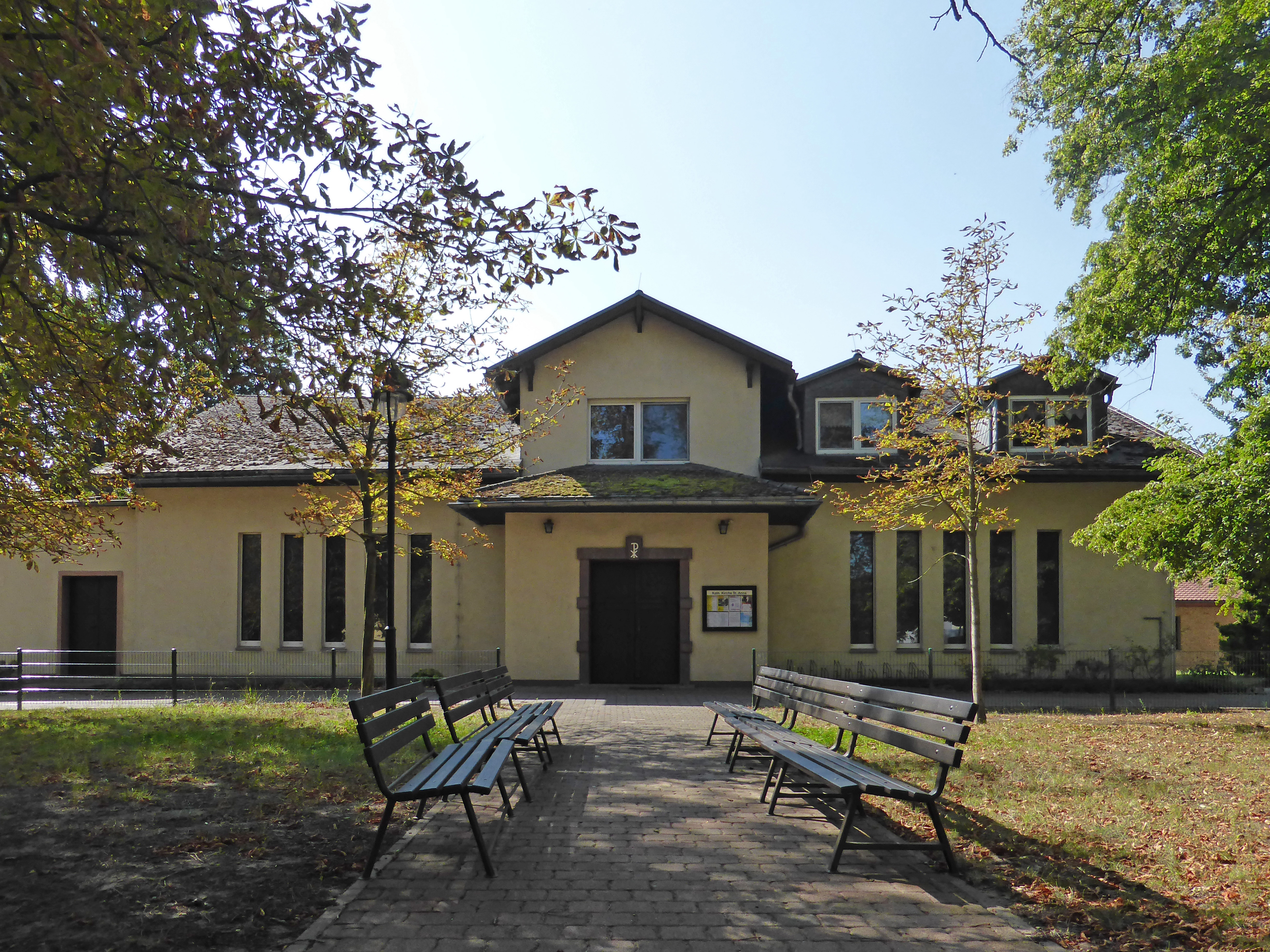
St. Anna, Kirche und Gemeindesaal

St. Anna ist eine römisch-katholische Kirche in Köthen (Anhalt), der Kreisstadt des Landkreises Anhalt-Bitterfeld in Sachsen-Anhalt. Das nach der heiligen Anna benannte Gotteshaus gehört als Filialkirche zur Pfarrei St. Maria Köthen in der Pastoralregion Dessau des Bistums Magdeburg.

## Geschichte der Kirchengemeinde
Durch die im 16. Jahrhundert von Fürst Wolfgang im Fürstentum Anhalt-Köthen eingeführte Reformation wurde die Bevölkerung von Köthen, das damals Sitz eines Archidiakonats des Erzbistums Magdeburg war, lutherisch.
Erst Herzog Ferdinand, der 1825 mit seiner Frau Julie zur katholischen Kirche übergetreten war, ließ mit der Kirche St. Mariä Himmelfahrt von 1827 bis 1833 wieder eine katholische Kirche in Köthen erbauen.
Nachdem sich die Zahl der Katholiken in Köthen nach dem Zweiten Weltkrieg durch die Flucht und Vertreibung Deutscher aus Mittel- und Osteuropa stark vergrößert hatte, wurde im Süden von Köthen eine zweite katholische Kirche errichtet. Dafür wurde 1948 durch Franz Anton Schulte, Pfarrer der Marienkirche von Köthen, vom Gastwirt Bedau das ehemalige Restaurant „Zum Felsenkeller“ angekauft, das 1852 erbaut worden sein soll. Der links vom Mittelgebäude gelegene Tanzsaal wurde repariert und als Kirchenraum eingerichtet. Am 25. März 1949, dem Fest der Verkündigung des Herrn, fand hier die erste Heilige Messe statt. Im Mittelteil der Gaststätte wurde die Wohnung für den Geistlichen hergerichtet, und der Raum rechts vom Mittelgebäude wurde zu einem Gemeindesaal ausgebaut.
Am 15. August 1950 wurde Pfarrer Walter Lassmann als Seelsorger an die neue Köthener Kirche versetzt, womit in Köthen die katholische St.-Anna-Gemeinde gegründet wurde. Nachdem die Kuratie St. Anna Köthen im Jahr 1960 rund 3000 Katholiken umfasste, wurde sie mit Wirkung vom 26. Juli 1960, dem Fest der heiligen Anna, zur Pfarrei erhoben. Bis 1978 war die Zahl der Pfarreimitglieder auf rund 1200 abgesunken. Bis in die 1980er Jahre hatte die Pfarrei noch einen eigenen Pfarrer, seit 1988 übt der Pfarrer der Marienkirche auch die Seelsorge an der St.-Anna-Kirche aus. Am 15. Dezember 2007 wurde der Gemeindeverbund Köthen-Görzig-Osternienburg errichtet, dem die Pfarrei St. Anna angeschlossen wurde. Zum Gemeindeverbund gehörten neben der St.-Anna-Kirche in Köthen auch die Kirche St. Mariä Himmelfahrt sowie die Heilig-Geist-Kirche in Görzig, die Herz-Jesu-Kirche in Osternienburg und die Kapelle St. Michael in Edderitz. Am 2. Mai 2010 entstand aus dem Gemeindeverbund die heutige Pfarrei St. Maria Köthen, die Pfarrei St. Anna wurde in diesem Zusammenhang aufgelöst. In den letzten Jahren vor der Auflösung der Dekanatsstrukturen im Bistum Magdeburg am 1. September 2023 gehörte Köthen zum Dekanat Dessau.
Hinter der Kirche befindet sich die Kindertagesstätte St. Anna, die 2003 erbaut und 2013 erweitert wurde.

## Lage, Architektur und Ausstattung

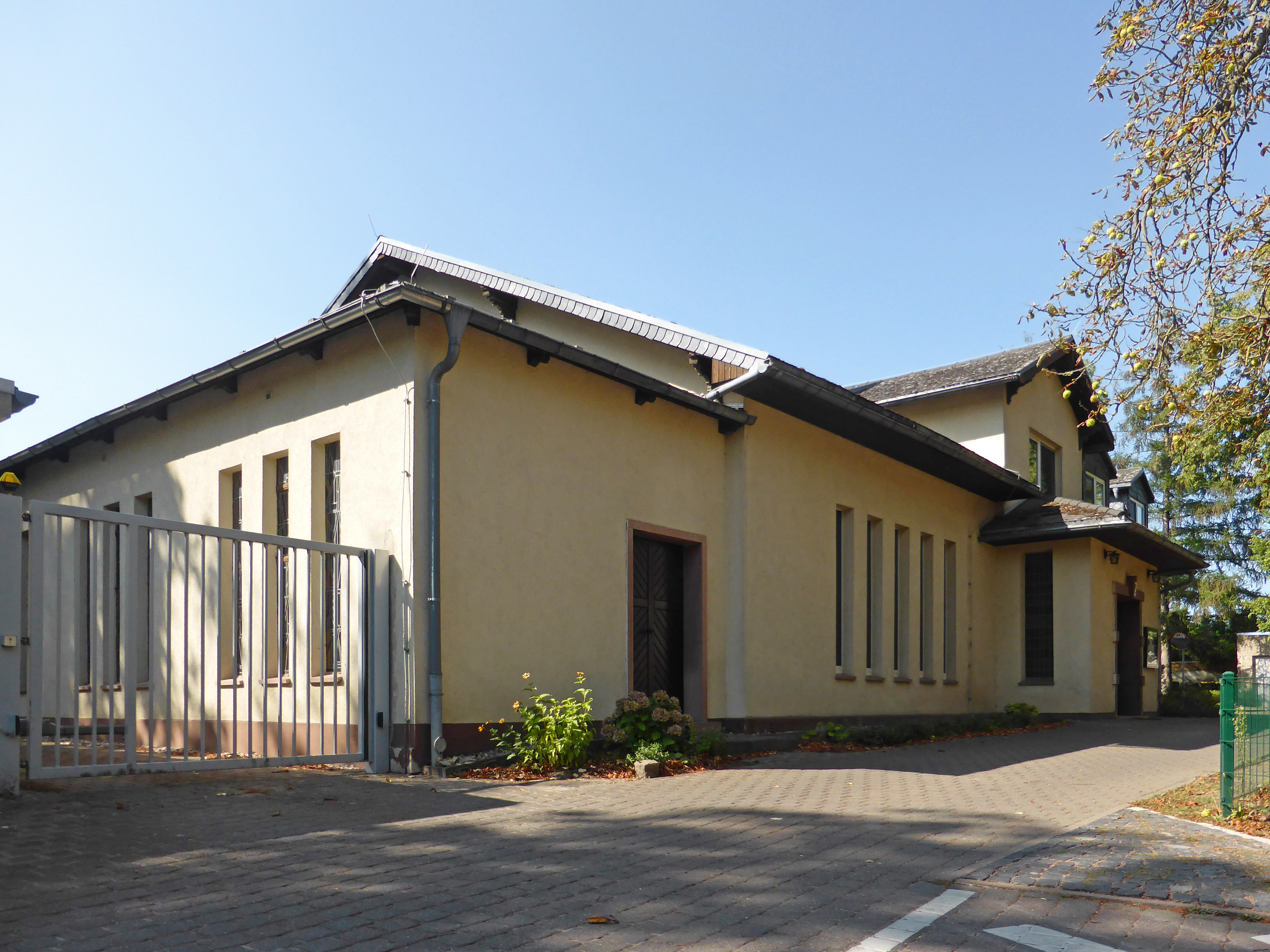
St.-Anna-Kirche

Die nach Süden ausgerichtete Kirche steht auf dem Grundstück Lohmannstraße 28/29, ihr ist eine kleine, parkähnliche Grünanlage vorgelagert. Der gesamte Baukomplex ist symmetrisch angelegt und besteht aus einer risalitartig vorgezogene Portalzone mit einem Dachauszug und Dreiecksgiebel. Einer der beiden Flügel entält den Kirchensaal, der andere das Gemeindehaus. Beide sind durch fünf hohe Fensterschlitze mit farbiger Bleiverglasung gegliedert, das Gemeindezentrum zeichnet sich durch zwei Dachgauben aus. 
Der Kirchenraum selbst ist ein flach gedeckter Saal über einem rechteckigen Grundriss. Der Altarraum ist vom Gemeindesaal durch Stufen und eine schlichte Rahmung an den Seiten und der Decke abgegrenzt. Die Rückwand des Altarraums wird gegliedert durch jeweils zwei farbige, abstrakte Zwillingsfenster, die den an der Wand installierten Tabernakel und ein schlichtes, zentral angebrachtes Kreuz mit einem Relief des Corpus flankieren. Die Kirche wird durch ein Portal auf der Nordseite, das auch zum Gemeindesaal führt, erschlossen.
Die Bleiglasfenster wurden von Maren-Magdalena Sorger in den Jahren 1989/90 entworfen und vom Bleiglasermeister Peter Wilde aus Bellingen im Jahr 1990 realisiert. Die heutige Innenausstattung der Kirche stammt aus den 1960er und 1970er Jahren. Der von Hildegard Hendrichs geschaffene Tabernakel ist zentral an der Rückwand des Altarraumes angeordnet, der Bildhauer Melchert aus Dessau schuf die Tabernakelstele und den Altar aus Travertin. Auch das kleine Wandkreuz über dem Tabernakel ist ein Werk von Hendrichs. Vor einer Darstellung der Heiligen Familie können Opferkerzen aufgestellt werden. An den Seitenwänden hängen 14 Kreuzwegstationen. Der Taufstein steht in einer Art Seitenkapelle an der Fensterseite. Die Pfeifenorgel steht seit 1965 in der Kirche, neben ihr ist eine Mondsichelmadonna platziert.